# Arimo
Arimo és una població dels Estats Units a l'estat d'Idaho. Segons el cens del 2000 tenia 348 habitants.

## Demografia
Segons el cens del 2000, Arimo tenia 348 habitants, 108 habitatges, i 78 famílies. La densitat de població era de 327,7 habitants per km².
Dels 108 habitatges en un 46,3% hi vivien nens de menys de 18 anys, en un 65,7% hi vivien parelles casades, en un 5,6% dones solteres, i en un 26,9% no eren unitats familiars. En el 25% dels habitatges hi vivien persones soles el 17,6% de les quals corresponia a persones de 65 anys o més que vivien soles. El nombre mitjà de persones vivint en cada habitatge era de 3,22 i el nombre mitjà de persones que vivien en cada família era de 4.
Per edats la població es repartia de la següent manera: un 39,4% tenia menys de 18 anys, un 8,3% entre 18 i 24, un 21,8% entre 25 i 44, un 17% de 45 a 60 i un 13,5% 65 anys o més.
L'edat mediana era de 28 anys. Per cada 100 dones de 18 o més anys hi havia 102,9 homes.
La renda mediana per habitatge era de 33.500 $ i la renda mediana per família de 41.944 $. Els homes tenien una renda mediana de 31.406 $ mentre que les dones 19.688 $. La renda per capita de la població era de 10.312 $. Aproximadament el 7,9% de les famílies i el 12,6% de la població estaven per davall del llindar de pobresa.

## Poblacions més properes
El següent diagrama mostra les poblacions més properes.